# Швейцарський будиночок (Корсунь-Шевченківський)
Швейцарський будиночок (Корсунь-Шевченківський) — одна зі складових Палацового ансамблю, започаткованого князем Станіславом Понятовським (архітектори Ж. А. Мюнц, Я. Д. Ліндсей) як літня позаміська резиденція у 1782 р.

## Опис
Швейцарський будиночок було збудовано, ймовірно, у 30 — 40-х рр. ХІХ ст. Автор проекту — невідомий архітектор. Будівля знаходилась на Швейцарському острові, звідти й назва. Спочатку будиночок призначався для проживання челяді. Будівля зроблена з дерева, має прямокутну форму та два поверхи. Поверхи прикрашені галереями, які оточують будинок з трьох боків. На головному фасаді — два яруси галерей. На галерею ведуть надвірні бокові східці, а потім, іншими східцями, можна потрапити на галерею другого поверху, на якій розміщена мансарда. Будиночок має великі прямокутні віконні прорізи, які асиметричні функціональному розташуванням груп приміщень. Дах — високий двосхилий. Його краї набагато виступають над стінами, цим захищаючи приміщення від атмосферних впливів. Стіни споруди обвивали плетючі рослинами, можливо, це був дикий виноград. Згодом, у 1950 — 60 рр. до будинку з обох боків прибудували веранди. За стилем споруда має риси архітектури раннього романтизму й органічно вписана в оточуючучий ландшафт кам'янистого острова. У будинку мешкає 3 сім'ї.